# Fontaine de la Galère
La fontaine de la Galère (en italien : Fontana della Galera) est située au Vatican, en dehors des Jardins du Vatican, à Rome. 
Située au nord-est de la Cité du Vatican, le long des murs de la frontière avec l'Italie et au sud-est du palais du Belvédère près de l'escalier de Bramante, elle offre une belle vue sur Rome. La Fontana della Galera a été commandée par le pape Paul V et construite par Vasanzio et Martino Ferrabosco. Le modèle de navire de guerre a été fabriqué dans les années 1620-1621 en cuivre et en plomb.

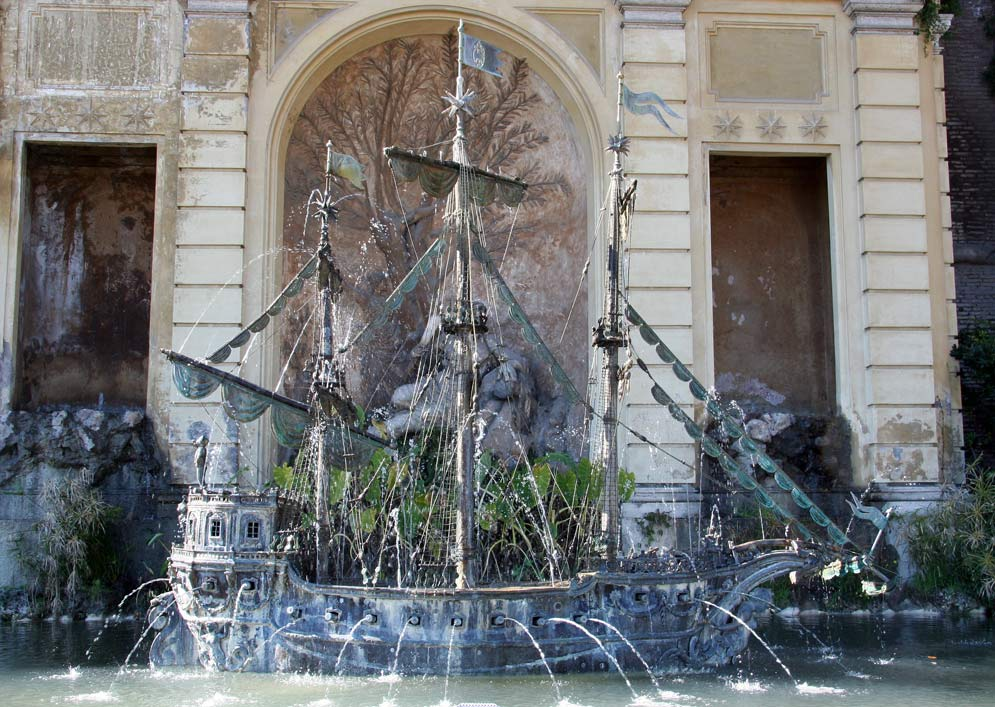
La galère